# Lee Felsenstein

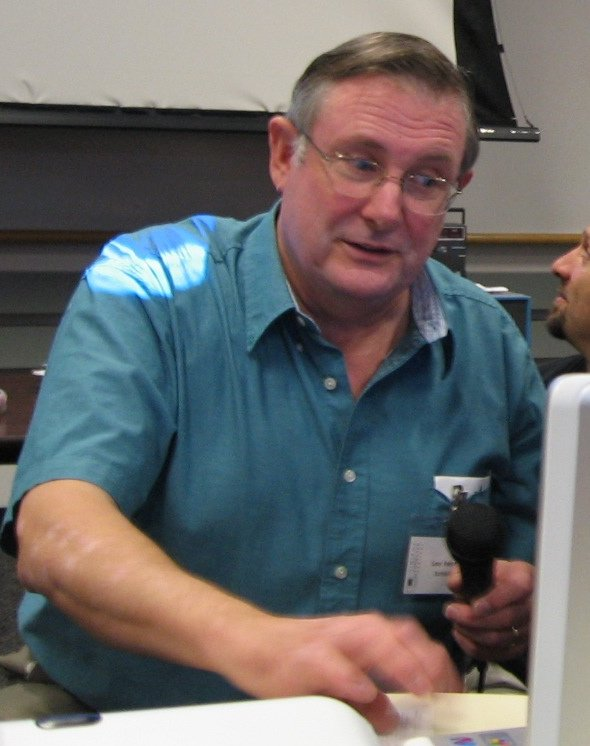
Lee Felsenstein, 2005

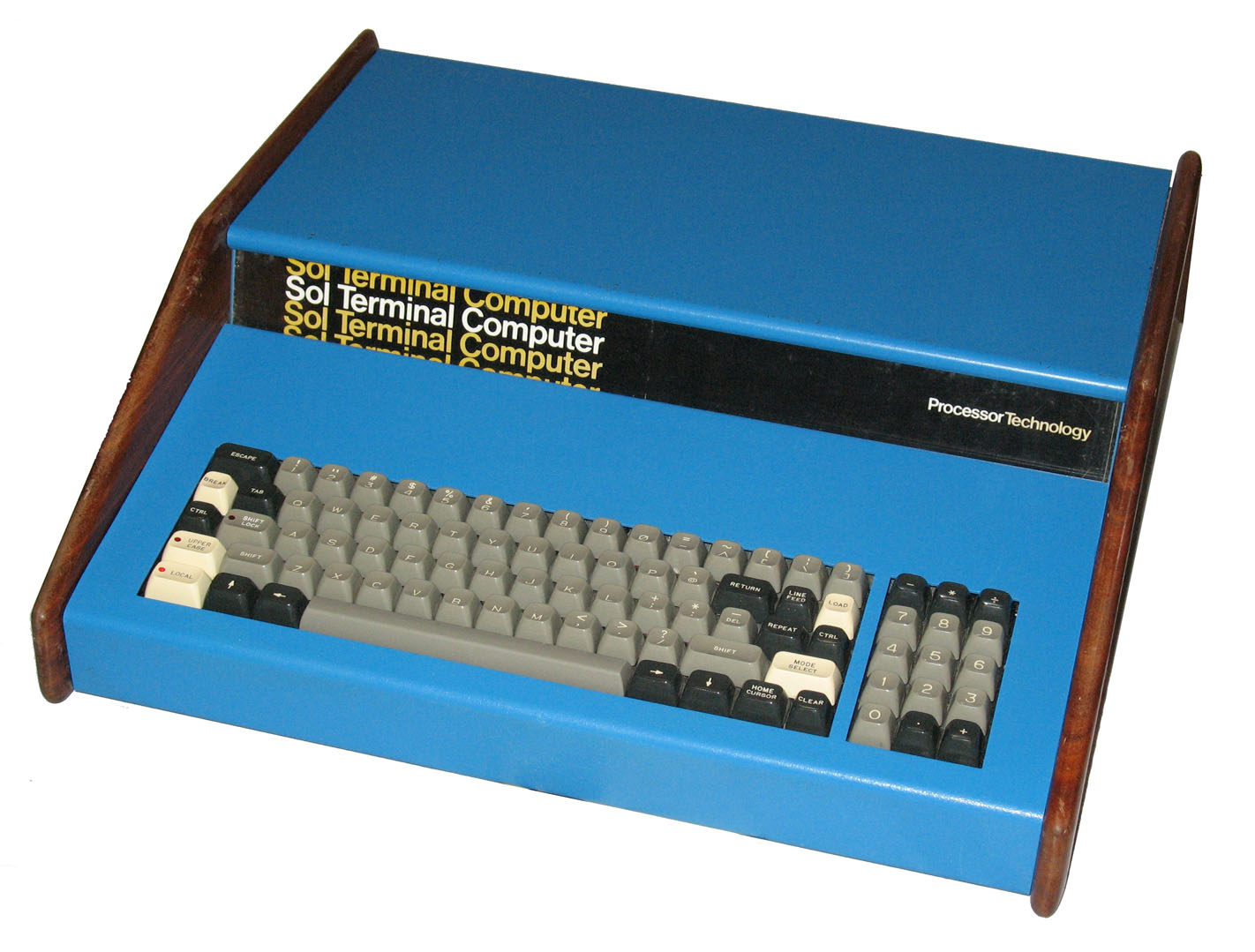
Der Sol-20 Computer von Lee Felsenstein

Lee Felsenstein (* 1945 in Philadelphia, USA) ist ein US-amerikanischer Computer-Entwickler, der unter anderem den ersten portablen Computer, den Osborne 1, entwickelte und baute. Sein älterer Bruder, Joseph Felsenstein, ist ein bekannter Evolutionsbiologe.
Vor der Entwicklung des Osborne 1 entwarf Felsenstein 1973 die Hardware des Community-Memory-Projekts, eines Terminalsystems zur öffentlichen Kommunikation. Er designte den auf dem Intel-8080-Prozessor basierenden „SOL“-Computer der Firma Processor Technology, den PennyWhistle-Akustikkoppler und andere Geräte für die S-100-Bus-Schnittstelle.
Felsenstein war 1975 eines der ersten Mitglieder des für die Entwicklung von PCs wegweisenden Homebrew Computer Clubs. In seiner Karriere arbeitete er sowohl bei verschiedenen Computerfirmen als auch an eigenen Projekten. 2016 wurde Felsenstein als Fellow in das Computer History Museum aufgenommen.